# Appunti per una storia di guerra
Appunti per una storia di guerra è un romanzo grafico pubblicato dall'autore italiano Gian Alfonso Pacinotti, in arte Gipi, nel 2004.
L'opera è uno dei maggiori successi di critica e pubblico del fumettista Gipi. Nel 2005 è stato stampato in Francia da Actes Sud con il titolo Notes pour une histoire de guerre, vincendo il premio René Goscinny ed il Fauve d'or al miglior fumetto del festival internazionale di Angoulême nel 2006.

## Trama

### 1.Dalle colline alla città
Tre adolescenti – Christian, Giuliano e Stefano, detto "il Killerino" – hanno lasciato il natio paese di San Donato, distrutto da una guerra che si sta svolgendo nel territorio, per rifugiarsi sulle colline circostanti e trovare un modo per sopravvivere. Per vendere il materiale elettrico che hanno rubato in giro si recano nella vicina cittadina di San Giuliano, risparmiato dai bombardamenti, e in una discoteca ancora aperta contattano Felix, il capo di una banda di miliziani, per combinare l'affare. Felix rimane colpito dalla grinta del Killerino e prende tutto il gruppo alle sue dipendenze per fargli svolgere delle commissioni. La spavalderia di Stefano cresce ulteriormente con la vicinanza dei miliziani, che gli affidano anche una pistola.

### 2.Nella città grande
Il Killerino e il suo gruppo sono inviati in missione nella "città grande". Quando vanno a ritirare una somma di denaro per conto di Felix presso degli uomini adulti, Christian e Giuliano si sentono a disagio, ma Stefano porta brillantemente a termine il compito assegnatogli. I suoi amici comunque si rallegrano di aver diritto a una quota della somma riscossa e ne approfittano per ripulirsi e rivestirsi. Dovrebbero tornare a San Giuliano, ma quel centro abitato è stato bombardato e Felix è rimasto ferito; rimangono in ogni caso alle sue dipendenze con l'incarico di riscuotere crediti. Una volta vengono derubati da una banda di malviventi, ma riescono a rintracciarli e a recuperare il maltolto; nell'operazione, per la prima volta il Killerino uccide due uomini.

### 3.Appunti per una storia di guerra
Tre anni dopo gli eventi appena narrati, a guerra finita, Giuliano racconta a un giornalista che sta girando un documentario i suoi ricordi di quel periodo. Felix, una volta ripresosi dalle ferite, essendo a corto di uomini aveva voluto arruolare i tre ragazzi nella sua milizia. Giuliano, al quale i suoi amici avevano rinfacciato un comportamento da codardo attribuendolo al fatto che provenisse da una condizione economica più agiata, decide di perciò di lasciarli, saltando giù dal camion che li stava portando alla zona di guerra, e di ricongiungersi alla sua famiglia.
Alla fine della sua testimonianza va con la troupe alla stazione ferroviaria, dove sta per arrivare un treno carico di prigionieri di guerra appena rilasciati in seguito agli accordi di pace. Vedendo gli uomini scesi dal treno che si nascondono il volto tirandosi le giubbe sulla testa, Giuliano ha l'impressione di rivivere la scena di un suo sogno ricorrente, nella quale vedeva i suoi amici senza la testa. 

## Stile
Le vignette sono per lo più realizzate in monocromia con inchiostri neri acquerellati, e in parte (alcuni flashback e quelle che s'immaginano essere le inquadrature della cinepresa) lasciate senza colorazione, solo con i disegni a china.

## Edizioni

### Italiano
- Gipi, Appunti per una storia di guerra, Bologna, Coconino Press, 2006, ISBN 8888063986. Ospitato su archive.org.
- Gipi, Appunti per una storia di guerra, Milano, Rizzoli, 2006, ISBN 8817014206.
- Gipi, Appunti per una storia di guerra, in Baci dalla provincia, collana Graphic Novel, n. 6, Roma, Repubblica-L'Espresso, 2006,  pp. 97-208.
- Gipi, Appunti per una storia di guerra, collana Gipi, n. 6, Roma, Repubblica-L'Espresso, 2018.
- Gipi, Appunti per una storia di guerra, collana Coconino Cult, Bologna, Coconino Press, 2018, ISBN 9788876183737.

### Francese
- Gipi, Notes pour une histoire de guerre, traduzione di Hélène Dauniol-Remaud, Arles, Actes Sud, 2005, ISBN 2-7427-5352-4. Ospitato su archive.org.
- Gipi, Notes pour une histoire de guerre, traduzione di Hélène Dauniol-Remaud, Parigi, Futuropolis, 2018, ISBN 978-2754824484.